# Alej dubů letních na hrázi Drahotického rybníka
Ve vesnici Libáň nalézající se asi 3 km severovýchodně od městečka Nasavrky roste na hrázi Drahotického rybníka alej 16 dubů letních (Quercus robur).
Památné stromy dosahují výšky až 25 m. Alejí prochází modrá turistická značka spojující Nasavrky s městem Slatiňany.
Alej je chráněna od roku 1999 pro svůj vzrůst a jako významná krajinná dominanta.

## Galerie

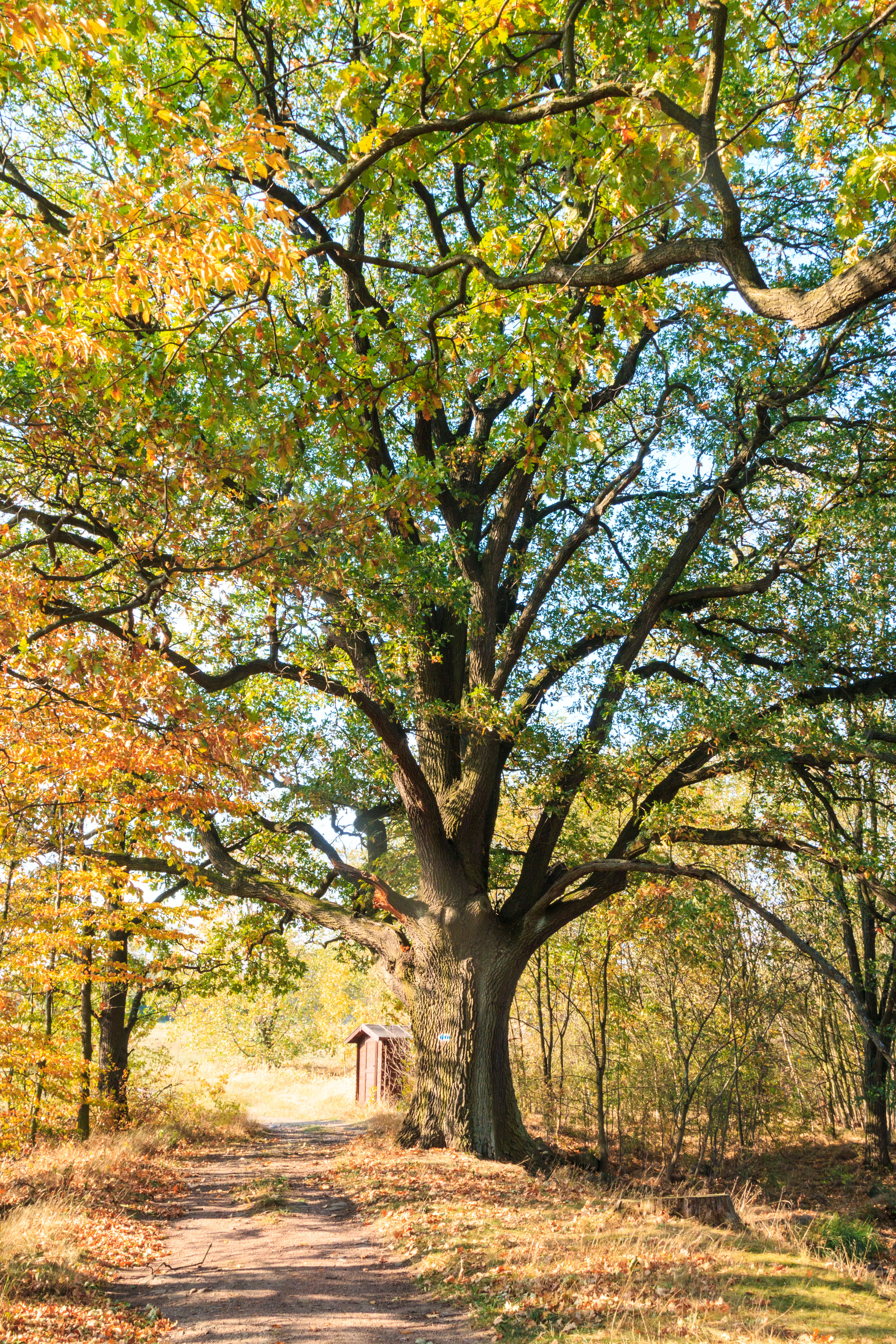
Duby na hrázi Drahotického rybníka
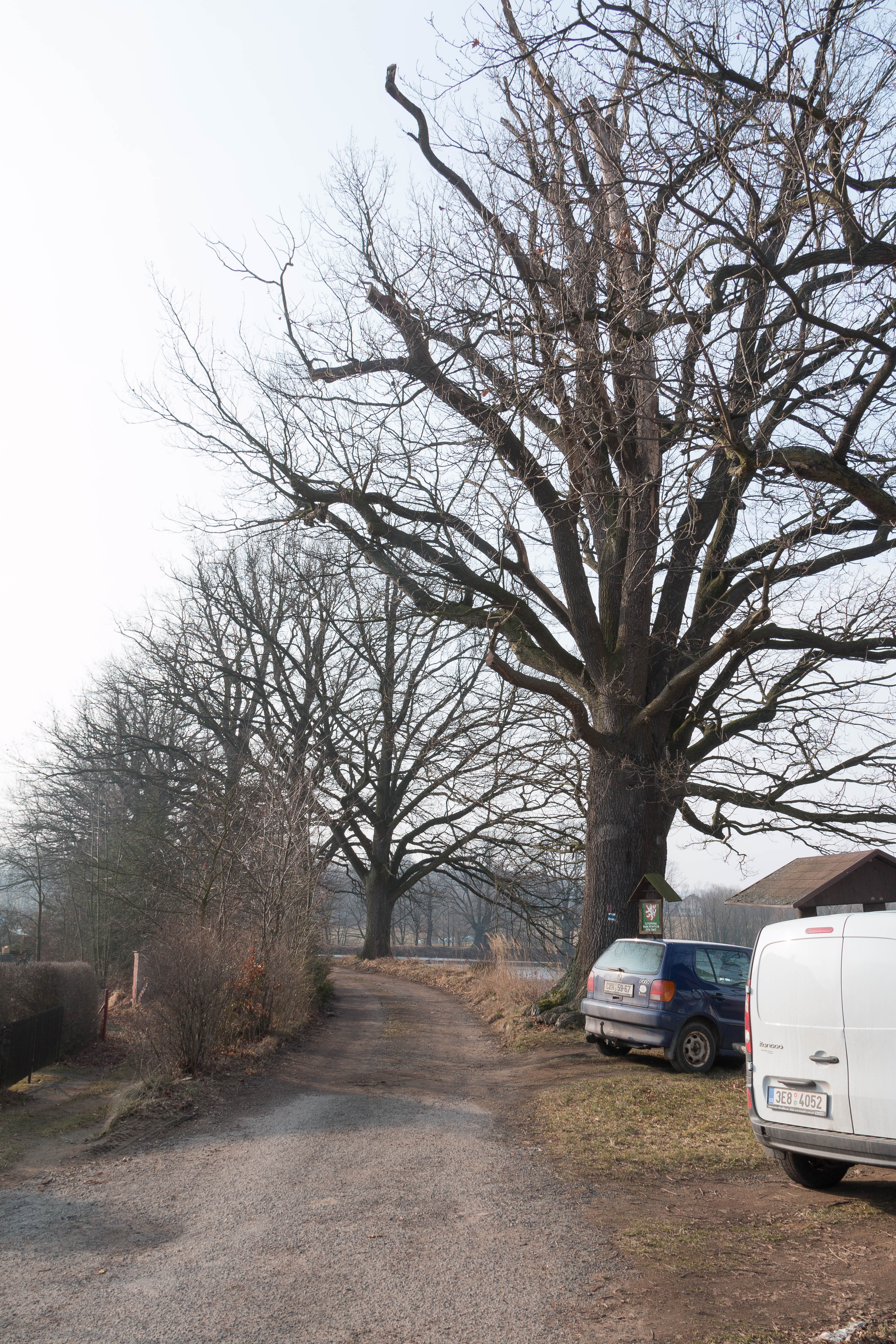
Duby na hrázi Drahotického rybníka
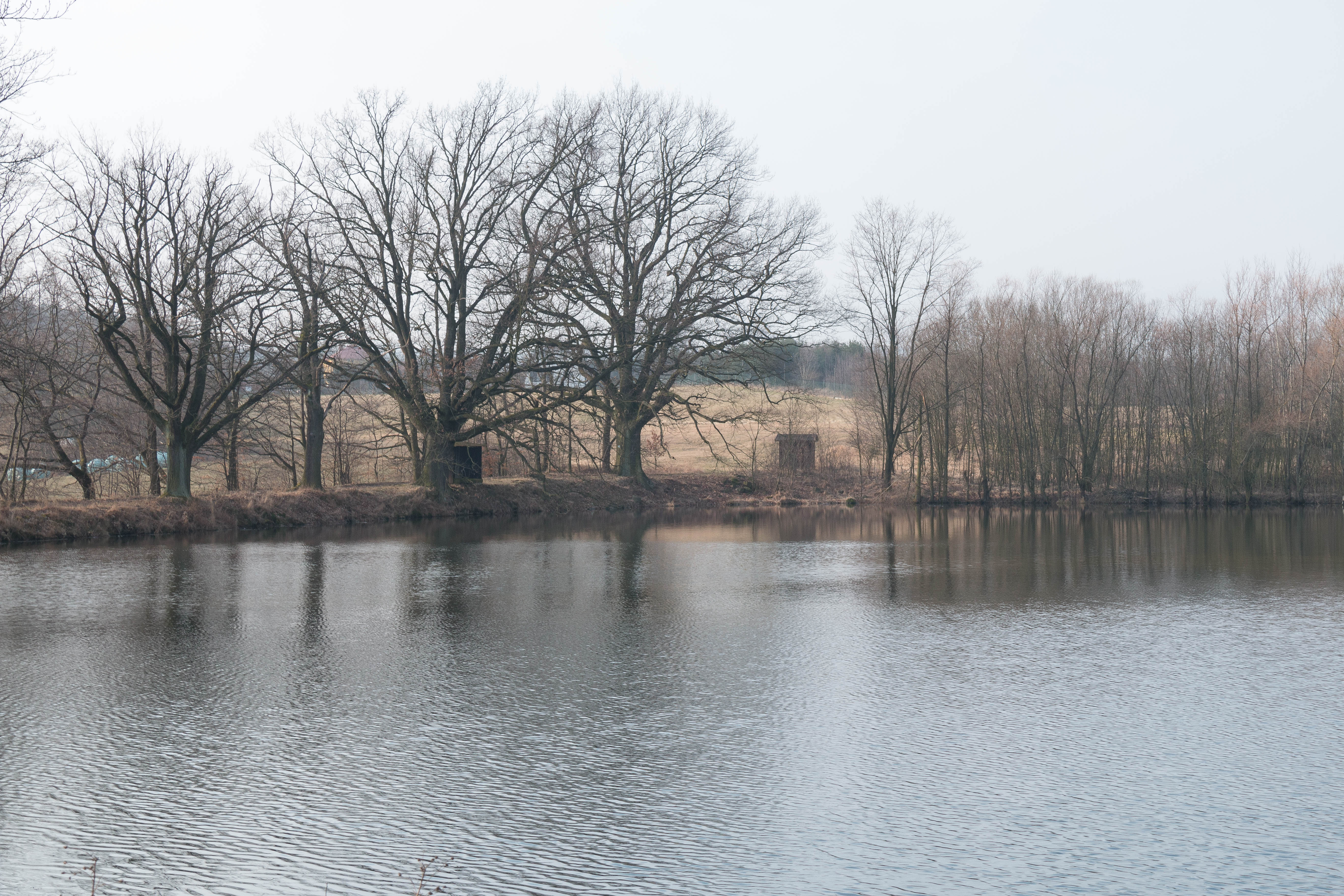
Duby na hrázi Drahotického rybníka
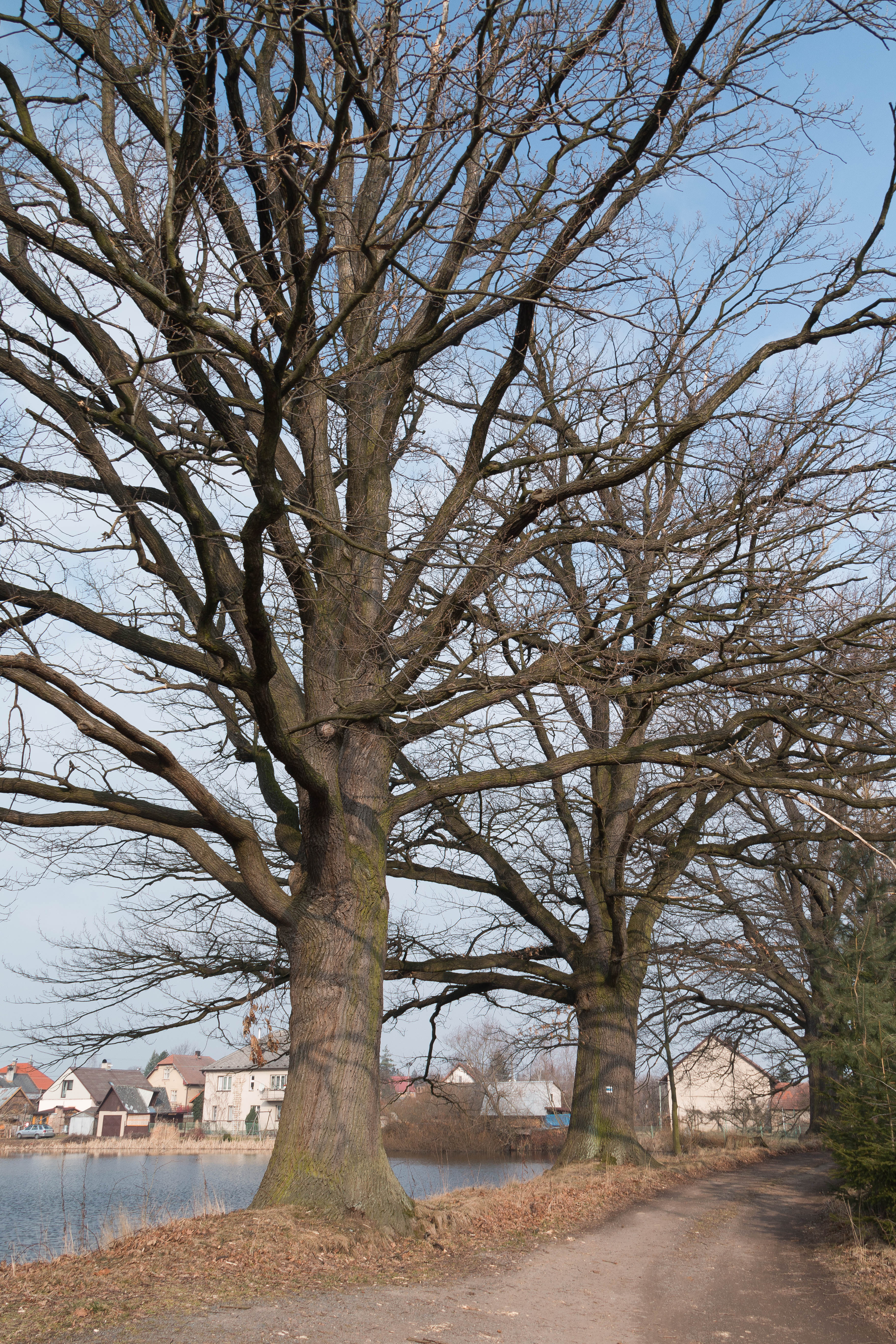
Duby na hrázi Drahotického rybníka
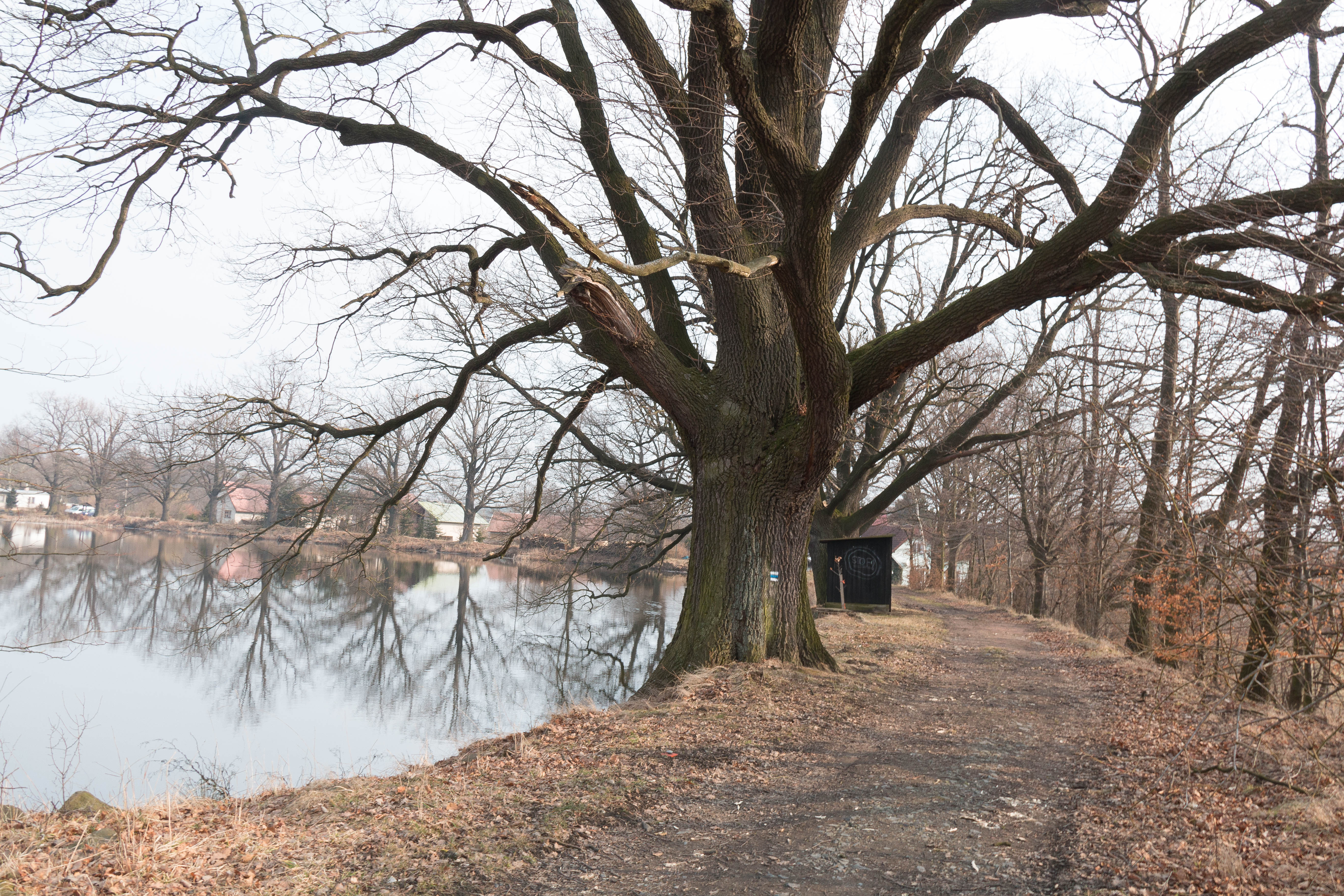
Duby na hrázi Drahotického rybníka